# IC 2538
IC 2538 — галактика типу SBc () у сузір'ї Насос.
Цей об'єкт міститься в оригінальній редакції індексного каталогу.